# Hamadi Khemiri
Sami Hamadi Per Khemiri, född 25 augusti 1984, är en svensk skådespelare och pjäsförfattare. Han är yngre bror till författaren Jonas Hassen Khemiri och har delvis tunisiskt påbrå.
Khemiri är mest känd för rollen som Sami i filmen Farsan regisserad av Josef Fares. Han studerade vid Teaterhögskolan i Stockholm 2003–2007. Därefter har han främst spelat teater, bland annat på Dramaten, och varit röstskådespelare i ljudböcker, till exempel i brodern Jonas Hassen Khemiris böcker. Khemiri har även själv skrivit pjäsen Signalfel som 2008 sattes upp på Dramaten samt senare visades i SVT. Han har också uppmärksammats för monologen C på Dramaten (2011).

## Filmografi
- 2004 – Livet enligt Rosa (TV-serie)
- 2005 – Winkys hemlighet (röst)
- 2006 – Vanya vet (kortfilm)
- 2007 – Winky och jakten på den försvunna hästen (röst)
- 2009 – De halvt dolda (TV-serie)
- 2009 – Oskyldigt dömd (TV-serie)
- 2010 – Farsan
- 2013 – Barna Hedenhös uppfinner julen (TV-serie)

## Teater

### Roller (ej komplett)
| År   | Roll                          | Produktion                                               | Regi                 | Teater                                     |
| ---- | ----------------------------- | -------------------------------------------------------- | -------------------- | ------------------------------------------ |
| 2003 | Statist Andres Underofficern  | Woyzeck Georg Büchner                                    | Stefan Larsson       | Dramaten                                   |
| 2005 | Prins Eugene                  | Ruttet - ett prinsessliv Sofia Fredén                    | Elisabeth Frick      | Dramaten                                   |
| 2010 | Man 1                         | Hjärtats beatbox Ensemblen                               | Nina Wester          | Dramaten                                   |
| 2010 | Dante Alighieri               | Inferno Peter Weiss                                      | Nils Poletti         | Dramaten                                   |
| 2011 | Den större typen              | En egen ö ( Saari kaukana täältä) Laura Ruohonen         | Jenny Andreasson     | Dramaten                                   |
| 2012 | Studenten                     | Spöksonaten August Strindberg                            | Mats Ek              | Dramaten                                   |
| 2012 | Chéri                         | Chéri Colette                                            | Jenny Andreasson     | Dramaten                                   |
| 2013 | Medverkande                   | The Mental States of Sweden Mattias Andersson            | Mattias Andersson    | Dramaten                                   |
| 2014 | Mani                          | ≈ [ungefär lika med] Jonas Hassen Khemiri                | Farnaz Arbabi        | Dramaten                                   |
| 2015 | Davison                       | Maria Stuart Friedrich Schiller                          | Peter Konwitschny    | Dramaten                                   |
| 2015 | Mani                          | ≈ [ungefär lika med] Jonas Hassen Khemiri                | Farnaz Arbabi        | Dramaten                                   |
| 2016 | Ganja                         | Idioten Mattias Andersson efter Fjodor Dostojevskij      | Mattias Andersson    | Dramaten                                   |
| 2016 | Lvov                          | Ivanov (Иванов, Ivanov) Anton Tjechov                    | Alexander Mørk-Eidem | Dramaten                                   |
| 2017 | Medverkande                   | Bråttom, bråttom Mattias Fransson och Sven Björklund     | Birgitta Egerbladh   | Dramaten                                   |
| 2018 | Medverkande                   | Kras Tilde Björfors                                      | Tilde Björfors       | Dramaten                                   |
| 2019 | Jesus Enki Robert av Sorbonne | Guds olydiga revben Gunilla Thorgren                     | Tilde Björfors       | Dramaten/ Cirkus Cirkör/ Malmö Stadsteater |
| 2020 | Ferdinand                     | Furstinnan av Amalfi (The Duchess of Malfi) John Webster | Suzanne Osten        | Dramaten                                   |
| 2020 |                               | Berusade (Пьяные, P'yanyye) Ivan Vyrypaev                | Tobias Theorell      | Dramaten                                   |
| 2021 | Medverkande                   | Den yttersta minuten Mattias Andersson                   | Mattias Andersson    | Dramaten                                   |
| 2022 | Aljosjka                      | Natthärbärget (На дне, Na dne) Maksim Gorkij             | János Szász          | Dramaten                                   |
| 2024 |                               | Or-lan-do Ninna Tersman och Nora Nilsson                 | Nora Nilsson         | Dramaten                                   |

## Ljudboksuppläsningar (urval)
- 2009 – Ondvinter av Anders Björkelid